# Tenthras obliteratus
Tenthras obliteratus är en skalbaggsart som beskrevs av Thomson 1864. Tenthras obliteratus ingår i släktet Tenthras och familjen långhorningar.
Artens utbredningsområde är:
- Surinam.
- Venezuela.

Inga underarter finns listade i Catalogue of Life.